# Výšivka paillette

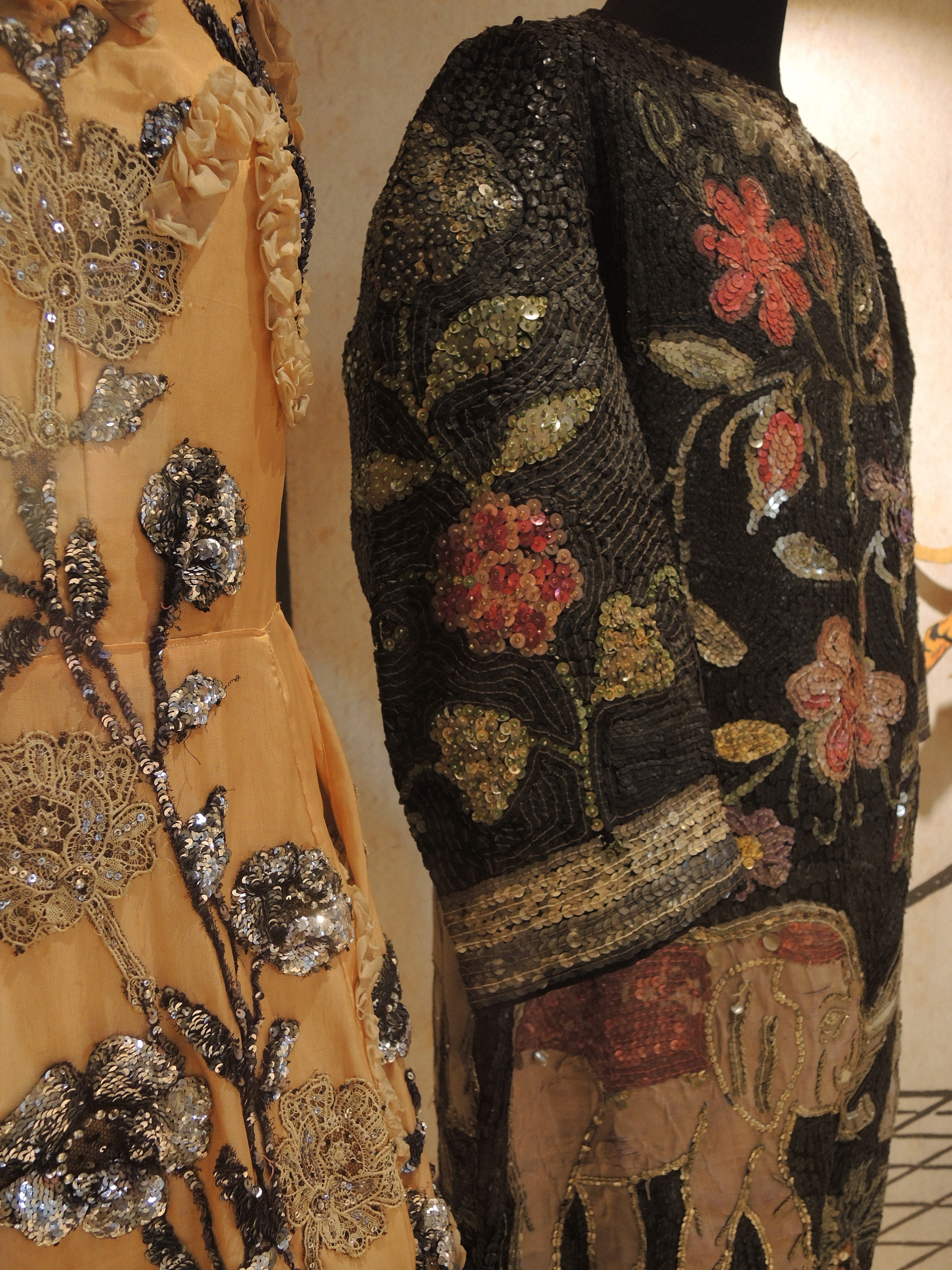
Paillette na kostýmu cirkusáka (dvacátá léta 20. stol.)

Paillette (někdy také flitrování) je výšivka s malými lesklými předměty aplikovanými jako ozdobné obložení (nejčastěji) na dámských oděvech. 
Paillette (z francouzštiny: paille = sláma) jsou známé už ze starého Egypta, kdy se našívaly jako plíšky z čistého zlata na luxusní oděvy.
V roce 1963 si nechal Švýcar Ochsner patentovat techniku strojního vyšívání paillette  a od roku 1985 se vyrábí na speciálních vyšívacích strojích (výkon do 1000 stehů / min) paillette ponejvíce z umělých hmot jako cenově dostupné zboží.  

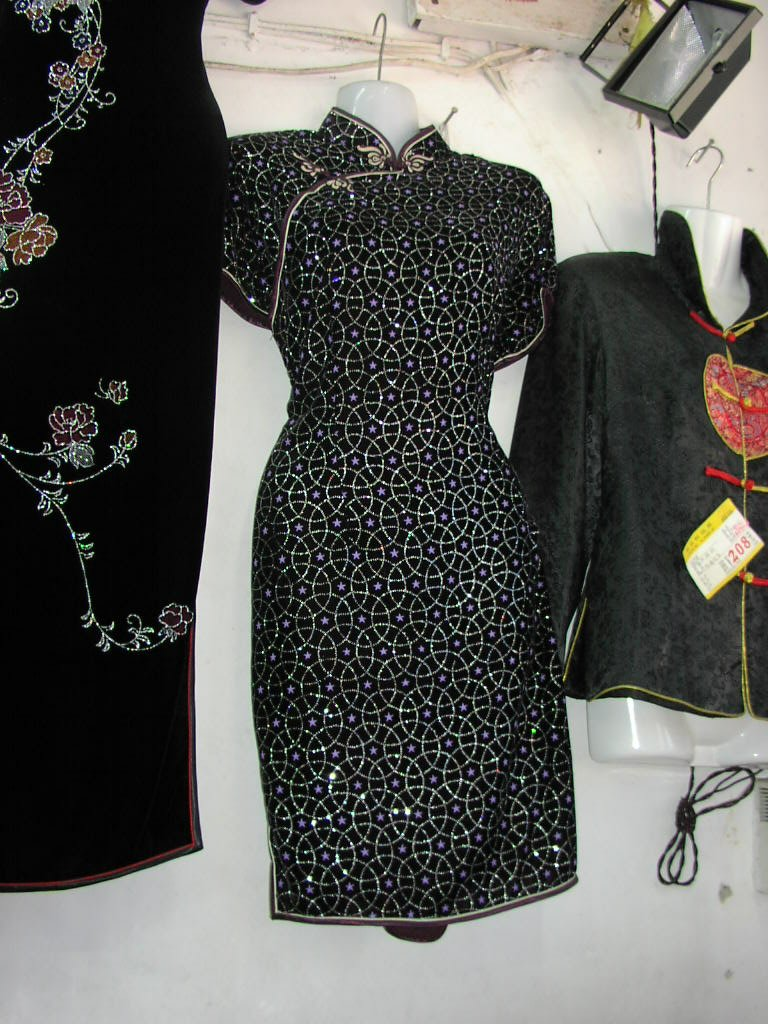
Paillette na hedvábných šatech (začátek 21. století)